# 馬拉威女王
英國女王伊莉莎白二世在1964年至1966年間擔任馬拉威女王，當時馬拉威是一個獨立的主權國家，是君主立憲制的大英國協王國。伊莉莎白二世也是包括英國在內的其它大英國協王國的君主。1964年馬拉威憲法賦予馬拉威女王作為馬拉威國家元首的行政權力，儘管她對馬拉威的憲法職責被委託給她的代表，即馬拉威總督格林·斯莫爾伍德·瓊斯爵士。

## 歷史
馬拉威在1964年英國國會頒布的《馬拉維獨立法案》中獲得獨立，該法案將尼亞薩蘭轉變為一個獨立的主權國家，稱為馬拉威。
1966年7月6日，馬拉威女王和馬拉威總督的角色被廢除，馬拉威成為大英國協內的一個共和國，馬拉威總統擔任馬拉威的政府首腦。
伊莉莎白二世於1979年7月22日至25日訪問了馬拉威。位於布蘭岱的伊莉莎白女王中央醫院於1958年開業，是馬拉威最大的醫院。